# جيل فرانسوا بولدوك
جيل فرانسوا بولدوك (بالفرنسية: Gilles-François Boulduc)‏ (ولد في 10 فبراير 1675 في باريس، حيث توفي 17 يناير 1741)، كيميائي فرنسي.